# Héctor López
Héctor Manuel López Ulloa (n.Guadalajara, Jalisco, México, 7 de junio de 1971) es un exfutbolista mexicano, jugaba en la posición de defensa y su último equipo fue el Cruz Azul de la Primera División de México.

## Trayectoria
Es uno de los mejores defensas que han surgido de la cantera atlista en la pasada década. Fue líder del Atlas durante varios torneos, tuvo una importante participación con Monterrey en el Invierno 1999.
Llega a Santos para reforzar el aparato defensivo en el Verano 2000 ya como un jugador experimentado y en poco tiempo se consolidó como titular y líder indisctutible del cuadro lagunero. Para el Apertura 2004 llega al recién ascendido Dorados de Culiacán donde tiene buenas actuaciones pero no puede hacer nada para salvar al equipo que desciende a la Primera "A" al final del Clausura 2006.
Para el Apertura 2006 llega como refuerzo del Cruz Azul ante la salida de Osorio, Caniza y Aarón Galindo; al siguiente torneo anunció su retiro del fútbol.

## Estadísticas

### Clubes
La siguiente tabla detalla los encuentros disputados y los goles marcados en los clubes en los que ha militado.
| Atlas F.C. · México |               |               |     |    |    |    |    |     |     |    |
| 1ª | 1991-92       | 1             | 0   | 2  | 0  | -  | -  | 3   | 0   |    |
| 1ª | 1992-93       | 32            | 0   | -  | -  | -  | -  | 32  | 0   |    |
| 1ª | 1993-94       | 26            | 0   | -  | -  | -  | -  | 26  | 0   |    |
| 1ª | 1994-95       | 34            | 2   | 1  | 0  | -  | -  | 35  | 2   |    |
| 1ª | 1995-96       | 34            | 2   | 5  | 0  | -  | -  | 39  | 2   |    |
| 1ª | 1996-97       | 36            | 2   | 5  | 0  | -  | -  | 41  | 2   |    |
| 1ª | 1997-98       | 37            | 1   | -  | -  | -  | -  | 37  | 1   |    |
| 1ª | 1998-99       | 40            | 4   | -  | -  | -  | -  | 40  | 4   |    |
| Total club | Total club    | 240           | 11  | 13 | 0  | -  | -  | 253 | 11  |    |
| C.F. Monterrey · México |               |               |     |    |    |    |    |     |     |    |
| 1ª | 1999          | 17            | 0   | -  | -  | -  | -  | 17  | 0   |    |
| Total club | Total club    | 17            | 0   | -  | -  | -  | -  | 17  | 0   |    |
| C. Santos Laguna · México |               |               |     |    |    |    |    |     |     |    |
| 1ª | 2000          | 20            | 1   | -  | -  | -  | -  | 20  | 1   |    |
| 1ª | 2000-01       | 40            | 2   | -  | -  | -  | -  | 40  | 2   |    |
| 1ª | 2001          | 3             | 0   | -  | -  | 2  | 0  | 5   | 0   |    |
| 1ª | 2002-03       | 36            | 0   | -  | -  | -  | -  | 36  | 0   |    |
| 1ª | 2003-04       | 34            | 5   | 4  | 1  | 8  | 0  | 46  | 6   |    |
| Total club | Total club    | 133           | 8   | 4  | 1  | 10 | 0  | 147 | 9   |    |
| C.F. La Piedad · México |               |               |     |    |    |    |    |     |     |    |
| 1ª | 2002          | 10            | 0   | -  | -  | -  | -  | 10  | 0   |    |
| Total club | Total club    | 10            | 0   | -  | -  | -  | -  | 10  | 0   |    |
| Dorados de Sinaloa · México |               |               |     |    |    |    |    |     |     |    |
| 1ª | 2004-05       | 28            | 2   | -  | -  | -  | -  | 28  | 2   |    |
| 1ª | 2005-06       | 26            | 1   | -  | -  | -  | -  | 26  | 1   |    |
| Total club | Total club    | 54            | 3   | -  | -  | -  | -  | 54  | 3   |    |
| Cruz Azul F.C. · México |               |               |     |    |    |    |    |     |     |    |
| 1ª | 2006-07       | 11            | 0   | 1  | 0  | -  | -  | 12  | 0   |    |
| Total club | Total club    | 11            | 0   | 1  | 0  | -  | -  | 12  | 0   |    |
| Total carrera | Total carrera | Total carrera | 466 | 22 | 18 | 1  | 10 | 0   | 494 | 23 |
| (1)Incluye datos de la Copa México e InterLiga (2004 y 2007). (2)Incluye datos de la Copa Merconorte (2001) y Copa Libertadores (2004). |               |               |     |    |    |    |    |     |     |    |

### Selección nacional
| Selección  | Año        | Amistosos | Amistosos | Eliminatorias | Eliminatorias | Mundial | Mundial | Copa Oro | Copa Oro | Copa América | Copa América | Copa Confederaciones | Copa Confederaciones | Total | Total |
| Selección  | Año        | Part.     | Goles     | Part.         | Goles         | Part.   | Goles   | Part.    | Goles    | Part.        | Goles        | Part.                | Goles                | Part. | Goles |
| ---------- | ---------- | --------- | --------- | ------------- | ------------- | ------- | ------- | -------- | -------- | ------------ | ------------ | -------------------- | -------------------- | ----- | ----- |
| México     |            |           |           |               |               |         |         |          |          |              |              |                      |                      |       |       |
| 1995       | 0          | 0         | -         | -             | -             | -       | -       | -        | -        | -            | -            | -                    | 0                    | 0     |       |
| 1998       | 2          | 0         | -         | -             | -             | -       | 3       | 0        | -        | -            | -            | -                    | 5                    | 0     |       |
| Total club | Total club | 2         | 0         | -             | -             | -       | -       | 3        | 0        | -            | -            | -                    | -                    | 5     | 0     |

## Selección nacional
López formó parte de la lista preliminar de 24 jugadores previa al Mundial de Francia 1998, de la cual un elemento sería sacrificado por el director Técnico Manuel Lapuente, a la postre el entrenador nacional llamó de último momento al americanista Raúl Rodrigo Lara forzando a dejar fuera de la lista tanto a López como a Paulo César Chávez a días de comenzar el mundial.

### Participaciones en fases finales
| Competición            | Sede           | Resultado | Partidos |
| ---------------------- | -------------- | --------- | -------- |
| Copa Oro CONCACAF 1998 | Estados Unidos | Campeón   | 3        |

### Partidos internacionales
| # | Fecha                 | Rival             | Sede             | Estadio                       | Resultado | Competición            |
| - | --------------------- | ----------------- | ---------------- | ----------------------------- | --------- | ---------------------- |
| 1 | 7 de febrero de 1998  | Honduras          | Oakland          | O.co Coliseum                 | 2 - 0     | Copa Oro CONCACAF 1998 |
| 2 | 12 de febrero de 1998 | Jamaica           | Los Ángeles      | Los Angeles Memorial Coliseum | 1 - 0     | Copa Oro CONCACAF 1998 |
| 3 | 4 de febrero de 1998  | Trinidad y Tobago | Oakland          | O.co Coliseum                 | 4 - 2     | Copa Oro CONCACAF 1998 |
| 4 | 24 de febrero de 1998 | Países Bajos      | Miami            | Miami Orange Bowl             | 3 - 2     | Amistoso               |
| 5 | 18 de marzo de 1998   | Paraguay          | Ciudad de México | Estadio Azteca                | 1 - 1     | Amistoso               |

## Palmarés

### Torneos nacionales
| Título        | Club          | País           | Año  |
| ------------- | ------------- | -------------- | ---- |
| Torneo Verano | Santos Laguna | México         | 2001 |
| InterLiga     | Santos Laguna | Estados Unidos | 2004 |

### Torneos internacionales
| Título            | Club               | País           | Año  |
| ----------------- | ------------------ | -------------- | ---- |
| Copa Oro CONCACAF | Selección Mexicana | Estados Unidos | 1998 |